# MBC Gayo Daejejeon
MBC Gayo Daejejeon, hay Gayo Daejejun (thường được gọi là MBC Gayo Daejun) là chương trình ca nhạc cuối năm vào 31 tháng 12 hằng năm của Munhwa Broadcasting Corporation (MBC) phát sóng. Sự kiện này lần đầu tiên tổ chức vào năm 1966 như một cuộc thi ca hát, nhưng MBC đã ngừng việc trao giải thưởng vào năm 2005.

## Lịch sử
Vào 2 tháng 12 năm 1966, truyền hình địa phương... được biết đến với cái tên "10 nghệ sĩ mới nổi" được phát sóng trên MBC radio và đổi tên thành Tổ chức Văn hoá Sejong do Trung tâm Cộng đồng Seoul.  Mỗi năm mười nghệ sĩ có tầm ảnh hưởng nhất trong thời gian qua sẽ chọn ra một người sẽ nhận vương miện "The King of The Ten". Và truyền hình đến với Hàn Quốc từ 1969, chương trình bắt đầu từ 2 tháng 12 năm 1970 trên radio và TV.
Sau sự kiện năm 1972 Trung tâm Cộng đồng Seoul đã thiêu đốt suốt năm 1973-1987 địa phương đã thay đổi lễ hội văn hoá ở Jeong-dong.  Sau năm 1975 sự hợp nhất của đài phát thanh Văn hoá và báo Kyeong-hyang với lễ kỉ niệm vào ngày 1 tháng 11. Năm 1974 chương trình phát sóng đổi tên thành "Danh sách bài hát 10 nghệ sĩ" và được tổ chức vào thứ bảy cuối tháng 10.  Vào năm 1979 sự kiện lên kế hoạch cho 27 tháng 10, tuy nhiên do sự kiện ngày 26.10 chương trình đã bị trì hoãn đến 31 tháng 12 sau đó bị thay thế chương trình cuối năm khác.
Vào năm 2005 sau 38 năm phát sóng chương trình đã bị dừng do sự phản đối 10 nghệ sĩ dẫn đầu. Mặc dù không có người tham dự hoặc giải thưởng, chương trình được thay đổi thành "MBC Gayo Daejejeon" được phát sóng vào 31 tháng 12.  Năm 2006 tại 임진각 평화누리 được phát sóng và trong giai đoạn 2007-2009 phát triển dọc theo MBC Dream Center với phát sóng trực tiếp vào tháng hai. Mạng lưới sóng truyền hình của ba công ty quyết định ngừng phát sóng chương trình với một mong muốn rằng sự lựa chọn này sẽ được duy trì. 
Vào khoảng 1987 và 1988 nhà đài cũng bắt đầu với tên Gayo Daejejeon do sự tẩy chay của các nghệ sĩ.
Ngoài ra, từ 1993-1998 chương trình được phát sóng như MBC Korea Gayo Jeojeon.

## Lễ hội âm nhạc (2015 - nay)

### Năm 2015
MBC Gayo Daejejeon 2015 được tổ chức vào ngày 31 tháng 12, do Yoona (Girls' Generation) và Kim Sung-joo dẫn chương trình.

#### Nghệ sĩ tham gia biểu diễn:
- 2PM
- 4Minute
- Ailee
- AOA
- Apink
- B1A4
- B.A.P
- Baek Ji-young
- BTOB
- BTS
- CNBLUE
- Dynamic Duo x Crush
- EXO
- GFriend
- Girls' Generation
- Got7
- Hong Jin-young
- Infinite
- Lovelyz
- Mamamoo
- Monsta X
- Oh My Girl
- Park Jin-young
- Red Velvet
- Seventeen
- Shin Seung-hoon
- SHINee
- Sonamoo
- Tae Jin-ah
- Teen Top
- UP10TION
- VIXX
- Wonder Girls
- Zion.T

### Năm 2016
MBC Gayo Daejejeon 2016 được tổ chức vào ngày 31 tháng 12, do Yoona (Girls' Generation) và Kim Sung-joo dẫn chương trình.

#### Nghệ sĩ tham gia biểu diễn:
- AOA
- Apink
- B1A4
- B.A.P
- BTOB
- BTS
- CNBLUE
- EXID
- EXO
- GFriend
- Got7
- Infinite
- Mamamoo
- Monsta X
- Red Velvet
- Seventeen
- SHINee
- Taeyeon
- Turbo (터보)
- Twice
- UP10TION
- VIXX

### Năm 2017
MBC Gayo Daejejeon 2017 được tổ chức vào ngày 31 tháng 12, do Yoona (Girls' Generation), Suho (EXO) và Cha Eun-woo (ASTRO) dẫn chương trình.

#### Nghệ sĩ tham gia biểu diễn:
- EXO
- BTS
- Red Velvet
- Twice
- Wanna One
- WINNER
- VIXX
- EXID
- BTOB
- B.A.P
- MAMAMOO
- SECHSKIES
- Lovelyz
- MONSTA X
- GFriend
- PRISTIN
- Cosmic Girls
- SEVENTEEN
- ASTRO
- NCT 127
- Teen Top
- GOT7
- Zion.T
- Sunmi
- HyunA
- Hwang Chi Yeul
- No Brain
- Bolbbalgan4
- Urban Zakapa
- Seenroot

### Năm 2018: The Live
MBC Gayo Daejejeon 2018 được tổ chức vào ngày 31 tháng 12, do Yoona (Girls' Generation), Noh Hong Chul, Minho (Shinee) và Cha Eun-woo (ASTRO) dẫn chương trình.

#### Nghệ sĩ tham gia biểu diễn:
- Apink
- BTOB
- BTS
- EXO
- GOT7
- iKON
- MONSTA X
- NCT Dream
- Now United
- Stray Kids
- The Boyz
- Twice
- Wanna One
- WINNER
- Golden Child
- Gugudan
- Norazo
- TVXQ
- Lovelyz
- Red Velvet
- MAMAMOO
- Momoland
- Vibe
- Baek Ji-young
- Ben
- Bolbbalgan4
- Bizzy
- VIXX
- Sunmi
- Sunwoo Jung-a
- SEVENTEEN
- (G)I-dle
- GFriend
- Oh My Girl
- Cosmic Girls
- Yoon Mi-rae
- Tiger JK
- Hong Jin-young
- Hwanhee

### Năm 2019: The Chemisty
MBC Gayo Daejejeon 2019 được tổ chức vào ngày 31 tháng 12, do Yoona (Girls' Generation), Jang Sung-kyu và Cha Eun-woo (ASTRO) dẫn chương trình. Chủ đề của chương trình là sự kết hợp ăn ý giữa các thần tượng khi hợp tác với nhau khi trình diễn.

#### Nghệ sĩ tham gia trình diễn:
- AOA
- GOT7
- ITZY
- Monsta X
- NCT Dream
- NCT 127
- Stray Kids
- Twice
- Guckkasten
- Kyuhyun (Super Junior)
- Kim Jae-hwan
- Norazo
- NU'EST
- Lovelyz
- Red Velvet
- MAMAMOO
- Sung Si-kyung
- Seventeen
- Celeb Five
- Song Ga-in
- Astro
- (G)I-dle
- Oh My Girl
- Cosmic Girls
- Lee Seok-hoon (SG Wannabe)
- Jang Woo-hyuk (H.O.T.)
- Chungha
- Taemin (SHINee)
- Hyuna
- Dawn
- Hong Jin-young

| No | Nghệ sĩ                                                                       | Bài hát | Ghi chú                                                                     |
| -- | ----------------------------------------------------------------------------- | --- | --------------------------------------------------------------------------- |
| 1  | NCT Dream X Stray Kids                                                        | "We Are The Future" (H.O.T), "Com'Back" (Sechskies), "Mirotic" (TVXQ), "Fantastic Baby" (Big Bang), "Love Shot" (EXO) and "Boy With Luv" (BTS) with Jang Sung-kyu | Lịch sử của K-pop                                                           |
| 2  | (G)I-DLE X ITZY                                                               | "ICY", "Uh Oh", "DIVA" (Beyonce) & Dance performance |                                                                             |
| 3  | Oh My Girl X Astro                                                            | "The Red Shoes" (IU) |                                                                             |
| 4  | Kei (Lovelyz), Yeonjung (WJSN) and Kim Jae-hwan                               | "How Can I Love the Heartbreak, You're the One I Love" (AKMU) |                                                                             |
| 5  | Norazo X Hong Jin-young                                                       | "Shower", "Cider" & "Love Tonight" |                                                                             |
| 6  | Lee Seok-hoon X Kyuhyun                                                       | "Breath" (Lee Hi) | King of Masked Singer Special, dedicated to Kim Jong-hyun, Sulli & Goo Hara |
| 7  | Jang Woo-hyuk X Chungha                                                       | "Gotta Go" & Dance performance |                                                                             |
| 8  | HyunA X Dawn                                                                  | Dance performance |                                                                             |
| 9  | Celeb Five X AOA                                                              | Dance performance (sample From "I'm Jelly Baby" (AOA Cream), "Bad Guy" (Billie Eilish) & "Do You Wanna" (Celeb Five))                                             |                                                                             |
| 10 | NU'EST (Baekho & Minhyun) X GOT7 (JB & Youngjae) X MONSTA X (Shownu & Kihyun) | "Just A Feeling" (S.E.S) |                                                                             |
| 11 | Sung Si-kyung X Red Velvet                                                    | "It's You" | Wendy vắng mặt do gặp chấn thương khi tham gia tổng dợt tiết mục            |
| 12 | Mamamoo X Seventeen                                                           | "Egoistic", "Very Nice" & "You Are The Best + CLAP" |                                                                             |
| 13 | Taemin X Twice (Jihyo & Momo)                                                 | "Goodbye" |                                                                             |
| 14 | Guckkasten X Song Ga-in                                                       | "The Sun" |                                                                             |

### Năm 2020: The Moment
MBC Gayo Daejejeon 2020 được tổ chức vào ngày 31 tháng 12, do Yoona (Girls' Generation), Jang Sung-kyu và Kim Seon-ho dẫn chương trình.

#### Nghệ sĩ tham gia trình diễn:
- Park Jin-young[1]
- Rain
- Uhm Jung-hwa
- Lim Young-woong
- Mamamoo
- NCT
- Song Ga-in
- Henry
- Got7
- Itzy
- Stray Kids
- Twice
- Kang Seung-yoon (Winner)
- Norazo
- The Boyz
- Kim Shin-young
- (G)I-dle
- Monsta X
- Iz*One
- aespa
- Oh My Girl
- Loona
- Top 4 singers from People of Trot (An Seong-jun, Kim So-yeon, Kim Jae-rong and Doubleless)
- Jessi
- Paul Kim

| Order | Nghệ sĩ | Bài hát                                                                   | Ghi chú                           |
| ----- | --- | ------------------------------------------------------------------------- | --------------------------------- |
| 1     | 1-The Boyz Juyeon, Itzy Lia, Stray Kids Han 2-The Boyz Younghoon, (G)I-dle Yuqi, Stray Kids Felix 3-Stray Kids Hyunjin, Iz*One Wonyoung, The Boyz Hyunjae | 1-"Play The Summer" 2-"In Summer" 3-"Beach Again"                         | Màn trình diễn đặc biệt của SSAK3 |
| 2     | SNSD Yoona Kim Seon-ho | "Perhaps Love"                                                            | Princess Hours OST                |
| 3     | Aespa | "Black Mamba"                                                             |                                   |
| 4     | Stray Kids | "Back Door" "TA"                                                          |                                   |
| 5     | Loona | "Why Not?"                                                                |                                   |
| 6     | (G)I-dle (Soojin & Soyeon) Iz*One (Yuri & Minju) Itzy (Yeji & Ryujin)                                                                                     | "Reflection"                                                              | Bài hát của Fifth Harmony         |
| 7     | Iz*One | Intro + "Panorama"                                                        |                                   |
| 8     | Itzy | "Not Shy" (Hip-Hop ver.)                                                  |                                   |
| 9     | Lim Young-woong | "Trust in Me" "Hero"                                                      |                                   |
| 10    | Doubleless | "Don't Go"                                                                |                                   |
| 11    | Kim Soyeon | "Niagara"                                                                 |                                   |
| 12    | Kim Jae-rong | "I'm Gonna Live a Decent Life"                                            |                                   |
| 13    | An Seong-jun | "A Day at Sunrise"                                                        |                                   |
| 14    | (G)I-dle | Intro + "Oh My God"                                                       |                                   |
| 15    | The Boyz | Intro + "The Stealer"                                                     |                                   |
| 16    | Twice | "I Can't Stop Me" (Disco ver.)                                            |                                   |
| 17    | Loona The Boyz | "Blinding Lights"                                                         | Bài hát của The Weeknd            |
| 18    | Uhm Jung-hwa Joohoney (Monsta X) feat The Boyz & Loona | "D.I.S.C.O"                                                               |                                   |
| 19    | Kim Shin-young Norazo | "Bread Gimme Gimme"                                                       |                                   |
| 20    | Henry Lau | "Radio"                                                                   |                                   |
| 21    | Oh My Girl | "Nonstop"                                                                 |                                   |
| 22    | Hwasa | "LMM" "María"                                                             |                                   |
| 23    | Hyojung (Oh My Girl) Minnie ((G)I-dle) Chaewon (Iz*One)                                                                                                   | "Across the Universe"                                                     | Bài hát của Baek Ye-rin           |
| 24    | Kang Seung-yoon (Winner) | "25, 21"                                                                  | Bài hát của Jaurim                |
| 25    | Paul Kim Kang Seung-yoon | "Me After You"                                                            | Bài hát của Paul Kim              |
| 26    | Jessi | "Nunu Nana"                                                               |                                   |
| 27    | Got7 | Intro + "Last piece"                                                      |                                   |
| 28    | Uhm Jung-hwa feat Hwasa, DPR Live | "Hop in"                                                                  |                                   |
| 29    | 1-Shownu (Monsta X) 2-Ten (NCT) 3-Shownu x Ten | 1-"Nobody Else" by Monsta X 2-"Echo" 3-"Popstar" By DJ Khaled             |                                   |
| 30    | Monsta X Cravity TAGO | Dance Performance + "Fantasia"                                            |                                   |
| 31    | Rain Park Jin-young | "How to Avoid the Sun" "I Have a Girlfriend" "Switch To Me"               |                                   |
| 32    | Song Ga-in | "Mom Arirang"                                                             |                                   |
| 33    | Mamamoo | "Travel" "Dingga"                                                         |                                   |
| 34    | 1-NCT 2-WayV 3-NCT Dream 4-NCT 127 5-NCT | 1-Year Party Intro 2-"Turn Back Time" 3-"Ridin" 4-"Kick It" 5-"Resonance" |                                   |
| 35    | Twice | "More & More" "Cry for Me"                                                |                                   |
| 37    | Song Ga-in Henry Lau | "Music is my Life"                                                        | Bài hát của by Im Jung-hee        |

### Năm 2021: Together
MBC Gayo Daejejeon 2021 được tổ chức vào ngày 31 tháng 12, do Yoona (Girls' Generation), Jang Sung-kyu và Lee Junho (2PM) dẫn chương trình.
Nghệ sĩ tham gia trình diễn:
- Yang Hee-eun
- Kim Yeon-ja
- YB
- Norazo
- Sunwoo Jung-a
- 10cm
- Song Ga-in
- Mamamoo
- Red Velvet
- Oh My Girl
- Brave Girls
- Astro
- NCT 127
- NCT Dream
- NCT U
- Lim Young-woong
- Chani (SF9)
- Kino (Pentagon)
- The Boyz
- Celeb Five
- Aiki
- Stray Kids
- (G)I-dle (Miyeon, Soyeon)
- Kim Min-ju
- Hwanwoong (Oneus)
- Itzy
- Kim Dong-hyun (AB6IX)
- STAYC
- Aespa
- Lee Mu-jin
- MSG Wannabe
- Ive
- TAN
- My Teenage Girl

| Order    | Nghệ sĩ | Bài hát                                               | Ghi chú                                                                                            |
| Phần đầu | Phần đầu | Phần đầu                                              | Phần đầu                                                                                           |
| -------- | --- | ----------------------------------------------------- | -------------------------------------------------------------------------------------------------- |
| 1        | Yoona Lee Junho | "Señorita"                                            | Bài hát của Shawn Mendes và Camila Cabello                                                         |
| 2        | Song Ga-in | "Dream"                                               | |
| 3        | TAN | "Last Chance"                                         | |
| 4        | My Teenage Girl Soyeon ((G)I-dle) Aiki                                                                                       | "Same Same Different"                                 | Bài hát của My Teenage Girl                                                                        |
| 5        | Ive | "Eleven"                                              | |
| 6        | Sunwoo Jung-a | "Run With Me"                                         | |
| 7        | STAYC | "ASAP" "Stereotype"                                   | |
| 8        | NCT U | "Universe (Let's Play Ball)"                          | |
| 9        | Norazo | "Buy Now Think Later"                                 | |
| 9        | Brave Girls | "Chi Mat Ba Ram"                                      | |
| 10       | MSG Wannabe JSDK | "Only You"                                            | |
| 11       | MSG Wannabe M.O.M | "Foolish Love"                                        | |
| 12       | Aespa | "Savage"                                              | |
| 13       | Lee Mu-jin Hwasa (Mamamoo)                                                                                                   | "Traffic Light"                                       | Bài hát của Lee Mu-jin                                                                             |
| 14       | Hwasa | "María" "I'm a B"                                     | |
| 15       | Itzy | "Loco"                                                | |
| 16       | Celeb Five STAYC | "Whatta Life"                                         | Bài hát của Double V, Celeb Five, Rooftop Moonlight, Yozoh, Sunwoo Jung-a, Cheeze và Park Moon-chi |
| 17       | The Boyz | "Maverick" (Rock ver.)                                | |
| 18       | Yang Hee-eun Cha Eun-woo (Astro)                                                                                             | "Autumn Morning"                                      | bài hát của Yang Hee-eun                                                                           |
| 19       | Yang Hee-eun Solar (Mamamoo) Wendy (Red Velvet) Hyojung (Oh My Girl)                                                         | "Let's Go to Happy Land"                              | |
| Phần hai | |                                                       | |
| 20       | Seeun (STAYC) Yoon (STAYC) J (STAYC)                                                                                         | "Twinkle"                                             | Bài hát của Girls' Generation-TTS                                                                  |
| 21       | Sangyeon (The Boyz) Younghoon (The Boyz) Hyunjae (The Boyz)                                                                  | "Let's Go See the Stars"                              | Bài hát của Jukjae                                                                                 |
| 22       | Bang Chan (Stray Kids) Felix (Stray Kids) Lia (ITZY)                                                                         | "City of Stars"                                       | Bài hát của Ryan Gosling và Emma Stone                                                             |
| 23       | Miyeon ((G)I-dle) Kim Min-ju Yeji (Itzy) Yujin, Wonyoung (IVE)                                                               | "Rum Pum Pum Pum"                                     | Bài hát của f(x)                                                                                   |
| 24       | Astro | "After Midnight"                                      | |
| 25       | Sunwoo Jung-a Hyojung (Oh My Girl) YooA (Oh My Girl) Seunghee (Oh My Girl)                                                   | "Dolphin"                                             | Bài hát của Oh My Girl                                                                             |
| 26       | Oh My Girl | "Dun Dun Dance" (Disco ver.)                          | |
| 27       | Mamamoo | "Yes I Am" "Décalcomanie" "Um Oh Ah Yeh" "Mumumumuch" | Mamamoo medley                                                                                     |
| 28       | Mark (NCT) Jungwoo (NCT) Chani (SF9) Lee Know (Stray Kids) Hyunjin (Stray Kids)                                              | "Snow Prince"                                         | Bài hát của SS501                                                                                  |
| 29       | 10cm | "Go Back"                                             | |
| 30       | 10 cm Joy | "Love in the Milky Way Café"                          | Bài hát của Akmu                                                                                   |
| 31       | Red Velvet | "Queendom"                                            | |
| 32       | Song Ga-in | "I Like Trot"                                         | |
| 33       | Aespa | "Dreams Come True"                                    | |
| 34       | Stray Kids | "Only You"                                            | Bài hát của 2PM                                                                                    |
| 35       | Jacob (The Boyz) Younghoon (The Boyz) Kevin (The Boyz) New (The Boyz) Sunwoo (The Boyz) Eric (The Boyz)                      | "Kill This Love"                                      | Bài hát của Blackpink                                                                              |
| 36       | Stray Kids | "Thunderous"                                          | |
| 37       | Lim Young-woong | "My Starry Love"                                      | |
| 38       | Kim Yeon-ja All performers                                                                                                   | "In the Land of Morning"                              | |
| 39       | Kim Yeon-ja MJ (Astro) Jinjin (Astro) IVE                                                                                    | "Amor Fati"                                           | |
| 40       | Moonbin (Astro) Juyeon (The Boyz) Q (The Boyz) Lee Know (Stray Kids) Kino (Pentagon) Hwanwoong (Oneus) Kim Dong-hyun (AB6IX) | "Tiger Inside"                                        | Bài hát của SuperM                                                                                 |
| 41       | NCT Dream | "Hot Sauce"                                           | |
| 42       | NCT 127 | "Sticker"                                             | |
| 43       | YB | "Blue Whale"                                          | |
| 44       | YB Taeil (NCT) Doyoung (NCT) Jungwoo (NCT) Haechan (NCT)                                                                     | "A Flying Butterfly"                                  | Bài hát của YB                                                                                     |
| 45       | Tất cả nghệ sĩ | "Superstar"                                           | Bài hát của Lee Han-chul                                                                           |

### Năm 2022: With Love
MBC Gayo Daejejeon 2022 được tổ chức vào ngày 31 tháng 12, do Yoona (Girls' Generation), Jang Sung-kyu và Lee Junho (2PM) dẫn chương trình.

#### Nghệ sĩ tham gia trình diễn:
- Sumi Jo
- Yoon Jong-shin
- Jaurim
- Koyote
- Ryeowook (Super Junior)
- Younha
- Young Tak
- 10cm
- Song Ga-in
- Mamamoo
- Arin (Oh My Girl)
- Monsta X
- Moonbin & Sanha (Astro)
- NCT 127
- NCT Dream
- Yoo Taeyang (SF9)
- Choi Yoo-jung (Weki Meki)
- The Boyz
- Forestella
- Stray Kids
- (G)I-dle
- Lee Mu-jin
- Chuu
- Ateez
- Itzy
- Big Naughty
- Jeong Dong-won
- Be'O
- Kim Yo-han (WEi)
- Aespa
- Billlie
- Ive
- Kep1er
- Choi Ye-na
- Nmixx
- Tempest
- Classy

| Order    | Nghệ sĩ                                                                     | Bài hát                                            | Ghi chú                                    |
| Phần đầu | Phần đầu                                                                    | Phần đầu                                           | Phần đầu                                   |
| -------- | --------------------------------------------------------------------------- | -------------------------------------------------- | ------------------------------------------ |
| 1        | Im Yoon-ah Lee Jun-ho                                                       | "Love Never Felt So Good"                          | Bài hát của Michael Jackson                |
| 2        | Ive                                                                         | "Lion Heart"                                       | Bài hát của Girls' Generation              |
| 3        | Ateez                                                                       | "As I Told You"                                    | Bài hát của Kim Sung-jae                   |
| 4        | The Boyz                                                                    | "Love Light"                                       | Bài hát của CNBLUE                         |
| 5        | The Boyz Ateez                                                              | "I Like You (A Happier Song)"                      | Bài hát của Post Malone featuring Doja Cat |
| 6        | Classy                                                                      | "Tick Tick Boom"                                   |                                            |
| 7        | Tempest                                                                     | "Can't Stop Shining"                               |                                            |
| 8        | Kep1er                                                                      | "We Fresh"                                         |                                            |
| 9        | Tempest Kep1er                                                              | "Pretty U"                                         | Bài hát của Seventeen                      |
| 10       | Jaurim                                                                      | "Stay With Me" "Magic Carpet Ride"                 |                                            |
| 11       | Forestella                                                                  | "Lazenca, Save Us"                                 | Bài hát của NEXT                           |
| 12       | Big Naughty 10cm                                                            | "Beyond Love"                                      |                                            |
| 13       | Big Naughty                                                                 | "Romance Symphony"                                 |                                            |
| 14       | Be'O                                                                        | "Nostalgia" "Love Me"                              |                                            |
| 15       | Nmixx                                                                       | "Dice" (Festival version)                          |                                            |
| 16       | Miyeon ((G)I-dle) Lee Mu-jin                                                | "Dangerously"                                      | Bài hát của Charlie Puth                   |
| 17       | Younha Taeil (NCT) Haechan (NCT)                                            | "Password 486"                                     |                                            |
| 18       | Younha                                                                      | "Event Horizon"                                    |                                            |
| 19       | Doyoung (NCT) Jaehyun (NCT) Jungwoo (NCT)                                   | "Can We Go Back"                                   |                                            |
| 20       | Lee Mu-jin                                                                  | "Astronaut"                                        |                                            |
| 21       | Song Ga-in                                                                  | "Reminiscence"                                     |                                            |
| 22       | Young Tak                                                                   | "What Happened?" "MMM"                             |                                            |
| 23       | Jeong Dong-won                                                              | "Baennori"                                         |                                            |
| 24       | Stray Kids Danceracha                                                       | "Taste"                                            |                                            |
| 25       | Ive                                                                         | "Love Dive" (Rock version)                         |                                            |
| 26       | Jang Sung-kyu Classy                                                        | "Sad Dream"                                        | Bài hát của Koyote                         |
| 27       | Koyote Classy                                                               | "Pure Love" "Go"                                   |                                            |
| Phần hai |                                                                             |                                                    |                                            |
| 1        | NCT Dream                                                                   | "Candy"                                            |                                            |
| 2        | Moonbin & Sanha (Astro) Yoo Tae-yang (SF9) Kim Yo-han (WEi)                 | "Love Killa"                                       | Bài hát của Monsta X                       |
| 3        | Ive                                                                         | "Strawberry Moon"                                  | Bài hát của IU                             |
| 4        | 10 cm                                                                       | "Phonecert" "Gradation"                            |                                            |
| 5        | Aespa                                                                       | "Illusion" Girls"                                  |                                            |
| 6        | Ateez                                                                       | "Halazia"                                          |                                            |
| 7        | Itzy                                                                        | "Sneakers" Boys Like You"                          |                                            |
| 8        | Song Ga-in                                                                  | "All You Need Is Love"                             | Bài hát của Seomoon Tak                    |
| 9        | Jeong Dong-won                                                              | "That That"                                        | Bài hát của Psy và Suga                    |
| 10       | The Boyz                                                                    | "Whisper"                                          |                                            |
| 11       | Mamamoo                                                                     | "Starry Night" Illella"                            |                                            |
| 12       | Yoon Jong-shin Billlie                                                      | "Rebirth" "Highway Romance"                        |                                            |
| 13       | Monsta X                                                                    | "You Problem" "Rush Hour" "Gambler" (Rock version) |                                            |
| 14       | Sumi Jo Ryeowook                                                            | "I Love Seoul"                                     | Bài hát của Cole Porter                    |
| 15       | Arin (Oh My Girl) Choi Yoo-jung (Weki Meki) Yuqi ((G)I-dle) Chuu Choi Ye-na | "Step"                                             | Bài hát của Kara                           |
| 16       | Nmixx                                                                       | "Atlantis Princess"                                | Bài hát của BoA                            |
| 17       | Stray Kids                                                                  | "Circus" Case 143"                                 |                                            |
| 18       | NCT Dream                                                                   | "Glitch Mode"                                      |                                            |
| 19       | NCT                                                                         | "Faster Mode"                                      |                                            |
| 20       | NCT 127                                                                     | "Faster" "2 Baddies"                               |                                            |
| 21       | Sumi Jo All performers                                                      | "Champions"                                        |                                            |

Ghi chú
1. ↑  Hongjoong and Mingi
2. ↑  Sangyeon, Younghoon, Hyunjae and New
3. ↑  Jacob, Juyeon, Q, Sunwoo
4. ↑  Yunho, Yeosang, San, Wooyoung
5. ↑  Lee Know, Hyunjin and Felix
6. ↑  Jang Won-young and Leeseo

### Năm 2023: Dream Record
MBC Gayo Daejejeon 2023 được tổ chức vào ngày 31 tháng 12, do Yoona (Girls' Generation), Minho (Shinee) và Hwang Min-hyun dẫn chương trình.
- &Team
- 2AM
- (G)I-dle
- Aespa
- ATBO
- Ateez
- Baekho
- Bebe
- BoyNextDoor
- Cravity
- Day6
- Dynamic Duo
- Enhypen
- Fantasy Boys
- Fromis 9
- Hyoyeon (Girls' Generation)
- Itzy
- Ive
- Jang Minho
- Juju Secret
- Kep1er
- Kwon Eun-bi
- Lee Juk
- Lee Young-ji
- Lucy
- NCT 127
- NCT Dream
- NCT U
- NiziU
- Nmixx
- One Top
- Paul Kim
- Riize
- Shinee
- STAYC
- Stray Kids
- The Boyz
- V1llion by 1Million
- Yoon Sang
- Young Tak
- Zerobaseone

| Order | Nghệ sĩ                             | Bài hát | Ghi chú                                   |
| ----- | ----------------------------------- | --- | ----------------------------------------- |
| 1     | Minho (SHINee) Hwang Min-hyun       | "킾은 밤을 날아서 (Flying, Deep in the Night)"                                                                         | Bài hát của Lee Moon-sae                  |
| 2     | Zerobaseone                         | "후라이의 꿈 (Fry's Dream)"                                                                                            | Bài hát của AKMU                          |
| 3     | Nmixx                               | "꿈을 모아서 (Just in Love)"                                                                                           | Bài hát của S.E.S                         |
| 4     | STAYC                               | "내 꿈은 파티시엘 (My Dream Patissiere)"                                                                               | Bài hát của IU                            |
| 5     | &Team                               | "Dropkick (Korean version)"                                                                                            |                                           |
| 6     | Fantasy Boys                        | "Get It On" "Potential"                                                                                                |                                           |
| 7     | ATBO                                | "Must Have Love" |                                           |
| 8     | NiziU                               | "Paradise (Korean version)" "Heartris"                                                                                 |                                           |
| 9     | BoyNextDoor                         | "돌아버리겠다 (But I Like You)" "One and Only"                                                                         |                                           |
| 10    | Riize                               | "Memories" "Get a Guitar"                                                                                              |                                           |
| 11    | One Top                             | "Say Yes" |                                           |
| 12    | Juju Secret                         | "잠깐만 TIME (Maybe I'm not in Love)"                                                                                  |                                           |
| 13    | Cravity                             | "Megaphone" |                                           |
| 14    | Lucy                                | "Boogie Man" |                                           |
| 15    | Kwon Eun-bi                         | "The Flash" |                                           |
| 16    | Baekho                              | "엘리베이터 (Elevator)"                                                                                                |                                           |
| 17    | Young Tak                           | "폼미첬다 (Form)" |                                           |
| 18    | Jang Minho                          | "아! 님아 (Anima)" |                                           |
| 19    | Nmixx                               | "Soñar (Breaker)" Love Me Like This"                                                                                   |                                           |
| 20    | Kep1er                              | "Galileo" |                                           |
| 21    | STAYC                               | "Bubble" |                                           |
| 22    | fromis 9                            | "#menow" "Attitude" |                                           |
| 23    | Lee Young-ji                        | "F!re" "Witch" |                                           |
| 24    | Ahn Yu-jin (Ive) Lee Young-ji       | "End of Time" Born This Way"                                                                                           | Bài hát của Beyoncé và Lady Gaga          |
| 25    | Dynamic Duo                         | "AEAO" "맵고짜고단거 (MSG)"                                                                                            |                                           |
| 26    | Dynamic Duo Jeon So-yeon ((G)I-dle) | "Smoke" | Bài hát của Dynamic Duo và Lee Young-ji   |
| 27    | NCT 127                             | "Be There for Me" |                                           |
| 28    | Paul Kim Miyeon ((G)I-dle)          | "화이트 (White)" | Bài hát của Paul Kim                      |
| 29    | Stray Kids Danceracha               | "White Love (스키장에서)"                                                                                              | Bài hát của Turbo                         |
| 30    | Hyoyeon Bebe                        | "Picture" |                                           |
| 31    | The Boyz                            | "Babydoll" | Bài hát của Dominic Fike                  |
| 32    | Ive                                 | "Baddie" Kitsch" I AM"                                                                                                 |                                           |
| 33    | aespa                               | "Trick or Treat" "Drama"                                                                                               |                                           |
| 34    | Itzy                                | "Bet on Me" "Cake" |                                           |
| 35    | Ateez                               | "미친 폼 (Crazy Form)"                                                                                                 |                                           |
| 36    | (G)I-dle                            | "퀸카 (Queencard)" |                                           |
| 37    | NCT U                               | "Baggy Jeans" |                                           |
| 38    | 2AM                                 | "This Song (이 노래)" "죽어도 못보내 (Never Let You Go)" "혹시 니 생각이 바뀌면 (If You Change Your Mind)"             |                                           |
| 39    | Young K                             | "오늘만을 너만을 이날을"                                                                                               |                                           |
| 40    | Day6                                | "Zombie" "You Were Beautiful (예뻤어)" "행복했던 날들이었다 (Days Gone By)" "한 페이지가 될 수 있게 (Time of Our Life" |                                           |
| 41    | Hyunjin (Stray Kids) Yeji (Itzy)    | "River" "Play with Fire"                                                                                               | Bài hát của Bishop Briggs and Sam Tinnesz |
| 42    | Yoon Sang Riize                     | "달리기 (Run)" | Bài hát của Yoon Sang                     |
| 43    | Zerobaseone                         | "In Bloom" Crush (가시)"                                                                                               |                                           |
| 44    | Enhypen                             | "Sweet Venom" "Orange Flower (You Complete Me)"                                                                        |                                           |
| 45    | The Boyz                            | "Watch It" |                                           |
| 46    | Stray Kids                          | "Topline" (feat. Tiger JK) "락 (樂) (Lalalala)" (Rock version)                                                         |                                           |
| 47    | NCT Dream                           | "Like We Just Met" "ISTJ"                                                                                              |                                           |
| 48    | NCT 127                             | "Skyscraper (摩天樓; 마천루)" "Fact Check (불가사의; 不可思議)"                                                        |                                           |
| 49    | SHINee                              | "Juice" "Hard" |                                           |
| 50    | Lee Juk Tất cả nghệ sĩ              | "걱정말아요 그대 (Don't Worry)"                                                                                        | Bài hát của Lee Juk                       |

Ghi chú
1. ↑  Yoo Jae-suk, HaHa, Kim Jong-min, Joo Woo-jae, Lee Yi-kyung, and Young K
2. ↑  Park Jin-joo and Mijoo
3. ↑  Lee Know, Hyunjin and Felix
4. ↑  Juyeon, Q and Sunwoo

## Liên kết
1. ↑  "MBC 가요대제전' 박진영X비→임영웅 송가인, 라인업 공개(공식)" [MBC's'Music Festival' confirmed"]. Newsen (bằng tiếng Hàn). ngày 28 tháng 11 năm 2020.